# لوكاس لوند بيدرسن
لوكاس لوند بيدرسن (بالدنماركية: Lucas Lund Pedersen)‏ هو لاعب كرة قدم دنماركي، ولد في 19 مارس 2000 في Bruunshåb ‏ في الدنمارك.

## وصلات خارجية
- لوكاس لوند بيدرسن على موقع قاعدة بيانات كرة القدم.إي يو (الإنجليزية)
- لوكاس لوند بيدرسن على موقع Soccerway.com (الإنجليزية)
- لوكاس لوند بيدرسن على موقع عالم كرة القدم.نت (الإنجليزية)